# Guaminí (partido)
Guaminí (Partido de Guaminí) is een partido in de Argentijnse provincie Buenos Aires. Het bestuurlijke gebied telt 11.257 inwoners. Tussen 1991 en 2001 daalde het inwoneraantal met 9,1 %.

## Plaatsen in partido Guaminí
- Arroyo Venado
- Casbas
- Garré
- Guaminí
- Huanguelén
- Laguna Alsina